# 第七届超级碗
第七届超级碗（Super Bowl VII）是美国国家橄榄球联盟1972赛季的总决赛，由美联冠军迈阿密海豚队对阵国联冠军华盛顿红皮队。比赛于1973年1月14日在洛杉矶的洛杉矶纪念体育场举行。
最终，迈阿密海豚队以14-7战胜华盛顿红皮队，第一次夺得超级碗冠军。安全卫杰克·斯科特（Jack Scott）获得最有价值球员称号。